# Temple de foc de Rayy
El Temple de Foc de Rayy (també anomenat Tapi Mil, en persa: میل آتشکده ری), o Temple de Foc de Bahram (en persa: تپه میل), és un lloc religiós històric de la ciutat de Rayy, a l'Iran, que s'ha mantingut des de l'Imperi sassànida. Duu el nom del rei Bahram V.

## Localització geogràfica
El temple es troba a uns 12 quilòmetres al sud-est de la ciutat de Rayy cap a Varamin, al cim d'un ampli turó de la ciutat de Ghalenou. Són les restes d'un palau o un temple de foc, indret d'adoració dels zoroastrians, que es coneix com a Mil Tapi o 'pujol del pilar', i està construït sobre dos grans fonaments. Duu aquest nom perquè l'estructura es veu com un Mil des de la distància: Mil (en persa: میل) en arquitectura es refereix a un edifici especial estret i alt que era comú en temps antics.
Es pot arribar al temple per la vila de Gale No.

## Arquitectura
No hi ha consens entre els historiadors sobre la seua data de construcció; es va inscriure, però, en la llista d'Obres Nacionals de l'Iran amb data del 1334.
La direcció de l'edifici és est i oest, i abans tenia un iwan (persa : ایوان), una mena de pòrtic, amb quatre columnes circulars al front est. Una part del temple del foc va ser destruïda durant l'atac d'Alexandre el Gran a l'Iran, i només una part del chahartaq ('quatre arcs') i la bella estructura d'aquest temple de foc van romandre en forma de dos pilars.

## Excavacions i renovació
Per primera vegada, l'any 1913, Jacques de Morgan va restaurar aquest temple del foc i les estructures circumdants. Aquest edifici fou estudiat novament el 1933 per l'arqueòleg estatunidenc Eric Schmidt, i Firouzeh Shibani de l'Iran n'ha continuat els treballs d'excavació.